# Gaston Cardonne
Pour les articles homonymes, voir Cardonne.
Gaston Cardonne, né le 3 mai 1905 à Céret où il est mort le 9 décembre 1971, est un homme politique français.

## Biographie
Né en 1905 à Céret (Pyrénées-Orientales), Gaston Cardonne est employé des contributions indirectes. Il milite dès le début des années 1930 au Parti communiste français ainsi qu'au syndicat de la Fédération autonome des fonctionnaires, puis de la CGT. Il est à l'origine de la création de plusieurs coopératives dans sa ville natale. Il gravit les échelons, tant dans son travail (il deviendra inspecteur) que dans ses activités militantes (secrétaire général adjoint départemental de la CGT en 1935, puis trésorier départemental de 1936 à 1939). Il s'engage également auprès du Secours populaire, notamment pour aider les nombreux réfugiés espagnols à la suite de la guerre civile espagnole.
En 1939, le régime de Vichy l'arrête et le déporte en Afrique du Nord.
EN 1945, il est élu maire de Céret, puis conseiller général du canton de Céret. En 1946, Gaston Cardonne devient conseiller de la République, mais échoue aux élections municipales de 1947, sénatoriales de 1948 et départementales de 1951, battu par Henri Guitard.

### Mandats
Conseiller de la République
- 08/12/1946 - 07/11/1948 : conseiller de la République des Pyrénées-Orientales

Conseiller général
- 1945-1951 : conseiller général des Pyrénées-Orientales (canton de Céret)

Maire
- 1945-1947 : maire de Céret